# Катастрофа Boeing 747 под Мадридом (1983)
Катастрофа Boeing 747 под Мадридом (1983) — крупная авиационная катастрофа, произошедшая в воскресенье 27 ноября 1983 года. Авиалайнер Boeing 747-283BM авиакомпании Avianca выполнял плановый межконтинентальный рейс AV011 по маршруту Париж—Мадрид—Каракас—Богота, но при заходе на посадку в Мадриде из-за ошибок экипажа и авиадиспетчера врезался в несколько холмов и разрушился. Из находившихся на его борту 192 человек (173 пассажира и 19 членов экипажа) выжили 11.
На 2024 год остаётся крупнейшей авиакатастрофой в истории Южной Европы.

## Самолёт

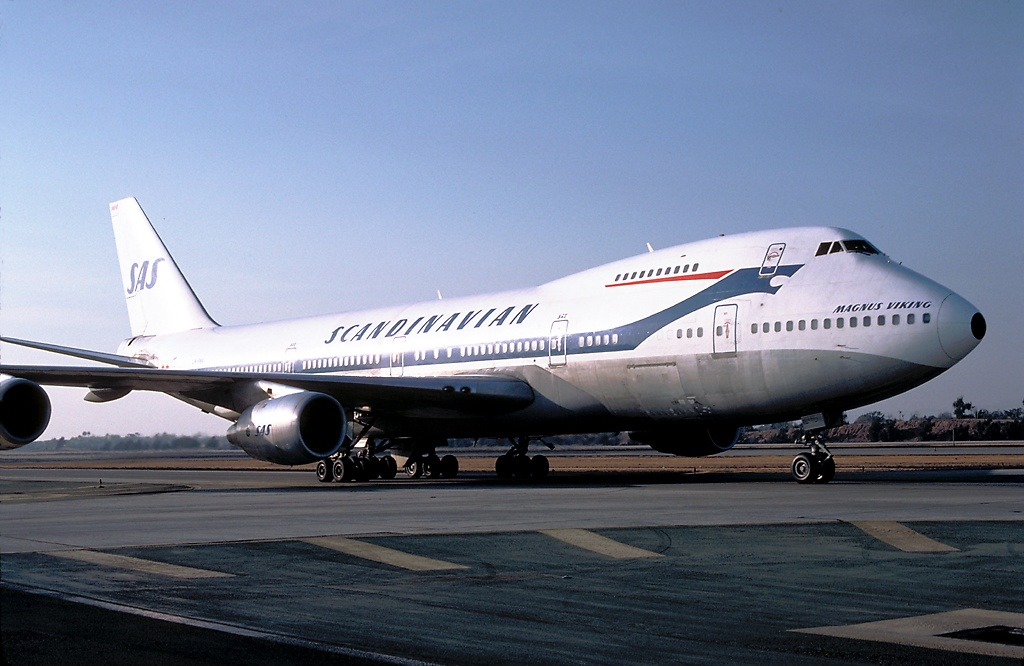
Разбившийся самолёт в 1980 году (в период эксплуатации в SAS)

Boeing 747-283BM (регистрационный номер HK-2910X, заводской 21381, серийный 311) был выпущен в 1977 году (первый полёт совершил 24 августа под тестовым б/н N8290V). 27 октября того же года был передан авиакомпании Scandinavian Airlines System (SAS), в которой получил б/н LN-RNA и имя Magnus Viking. С марта по 25 июля 1982 года сдавался в лизинг авиакомпании Scanair. 3 августа 1982 года был взят в лизинг авиакомпанией Avianca, в ней он получил бортовой номер HK-2910X и имя Olafo. Оснащён четырьмя двухконтурными турбовентиляторными двигателями Pratt & Whitney JT9D-70A. На день катастрофы 6-летний авиалайнер совершил свыше 5800 циклов «взлёт-посадка» и налетал 20 811 часов 24 минуты.

## Экипаж и пассажиры
Самолётом управлял очень опытный экипаж, состав которого был таким:
- Командир воздушного судна (КВС) — 58-летний Тулио Эрнандес (исп. Tulio Hernández). Пилот-ветеран, проработал в авиакомпании Avianca 32 года и 2 месяца (с 31 августа 1951 года). В качестве второго пилота управлял самолётами C-46, Douglas DC-3 и Douglas DC-4, а в качестве КВС — DC-3, DC-4, Boeing 707 и Boeing 727. В должности командира Boeing 747 — с 26 мая 1979 года (до этого управлял им в качестве второго пилота). Налетал 23 215 часов 23 минуты, 2432 часа 23 минуты из них на Boeing 747.
- Второй пилот — 36-летний Эдуардо Рамирес (исп. Eduardo Ramírez). Опытный пилот, проработал в авиакомпании Avianca 10 лет и 4 месяца (с 19 июля 1973 года). Управлял самолётами DC-3, Hawker Siddeley HS 748, Boeing 707 и Boeing 727. В должности второго пилота Boeing 747 — с 22 июля 1981 года. Налетал 4384 часа 13 минут, 875 часов 29 минут из них на Boeing 747.
- Бортинженер — 57-летний Хуан Лаверде (исп. Juan Laverde). Проработал в авиакомпании Avianca 25 лет и 5 месяцев (с 6 июня 1958 года). Управлял самолётами Lockheed L-749 Constellation, L-1049 Super Constellation, Boeing 707 и Boeing 720. В должности бортинженера Boeing 747 — с 30 апреля 1977 года. Налетал 15 942 часа 57 минут, 3676 часов 20 минут из них на Boeing 747.

Также в составе экипажа были два сменных бортинженера — Даниэль Сота (исп. Daniel Zota) и Хулио Флорес Камачо (исп. Julio Florez Camacho).
В салоне самолёта работали 14 бортпроводников; старшим бортпроводником была 41-летняя Сигрун Гюнтер Платцёдер (нем. Sigrun Günther Platzöder).
Также на борту находились ещё 4 члена экипажа авиакомпании Avianca, которые летели этим рейсом в качестве пассажиров.
| Гражданство людей на борту | Гражданство людей на борту | Гражданство людей на борту | Гражданство людей на борту |
| Гражданство                | Пассажиры                  | Экипаж                     | Всего                      |
| -------------------------- | -------------------------- | -------------------------- | -------------------------- |
| Испания                    | 126                        | 19                         | 145                        |
| Аргентина                  | 10                         | 0                          | 10                         |
| Перу                       | 9                          | 0                          | 9                          |
| Мексика                    | 7                          | 0                          | 7                          |
| США                        | 5                          | 0                          | 5                          |
| Уругвай                    | 4                          | 0                          | 4                          |
| Нидерланды                 | 3                          | 0                          | 3                          |
| Австралия                  | 2                          | 0                          | 2                          |
| Великобритания             | 2                          | 0                          | 2                          |
| Канада                     | 1                          | 0                          | 1                          |
| Франция                    | 1                          | 0                          | 1                          |
| ФРГ                        | 1                          | 0                          | 1                          |
| Италия                     | 1                          | 0                          | 1                          |
| Бразилия                   | 1                          | 0                          | 1                          |
| Индия                      | 1                          | 0                          | 1                          |
| Швеция                     | 1                          | 0                          | 1                          |
| Япония                     | 1                          | 0                          | 1                          |
| Колумбия                   | 1                          | 0                          | 1                          |
| Венесуэла                  | 1                          | 0                          | 1                          |
| Всего                      | 173                        | 19                         | 192                        |

Среди пассажиров на борту самолёта находились:
- Хорхе Ибаргенгойтиа — мексиканский писатель.
- Анхель Рама[англ.] — уругвайский писатель, учёный и литературный критик.
- Мануэль Скорса — перуанский писатель, поэт и политический активист.
- Марта Траба[англ.] — аргентинская писательница и художественный критик.
- Роза Сабатер[англ.] — испанская пианистка.

Всего на борту самолёта находились 192 человека — 19 членов экипажа и 173 пассажира.

## Хронология событий
26 ноября 1983 года Boeing 747-283BM борт HK-2910X должен был выполнять плановый рейс AV011 по маршруту Франкфурт-на-Майне—Париж—Мадрид—Каракас—Богота. Но в последний момент первый участок маршрута (Франкфурт-на-Майне—Париж) был отменён и 55 пассажиров, которые намеревались сесть на рейс AV011 во Франкфурте-на-Майне, были вынуждены лететь в Париж рейсом LN116 авиакомпании Lufthansa. Ожидая их, вылет рейса 011 был задержан на 1 час 20 минут. Всего на борту лайнера находились 19 членов экипажа (ещё 4 члена экипажа летели пассажирами) и 169 пассажиров. В баки было залито 30 163 килограмма авиатоплива, а общий взлётный вес самолёта составлял 233 217 килограммов. В 22:25:35 UTC (23:25:35 местного времени) рейс 011 вылетел из парижского аэропорта имени Шарля-де-Голля. По плану, полёт по приборам (IFR) должен был проходить на эшелоне FL370 (11 300 метров) через точки VASON (Париж), LIMOGES, PAMPLONA, BARAHONA и CASTEJÓN.
Последняя радиопередача с французскими диспетчерами состоялась в 23:31:30, когда экипажу было дано указание переходить на связь с центром УВД в Мадриде. В 23:31:50 экипаж перешёл на связь с испанскими диспетчерами и сообщил им о своём маршруте полёта. Затем в 23:46:34 экипаж получил разрешение на снижение до эшелона FL190 (5800 метров). В 23:52:43 экипаж связался с диспетчером подхода (APP) аэропорта Барахас в Мадриде и доложил, что они только что прошли точку BARAHONA и запросили разрешение направляться к точке CPL (CAMPO REAL), тем самым минуя точку CASTEJÓN (это позволяло спрямить маршрут и раньше выйти к началу захода на посадку). Когда диспетчер подхода одобрил это, то в 23:52:55 экипаж связался с диспетчером центра (ACC) и доложил о намерении направиться к точке CAMPO REAL, на что диспетчер дал указание следовать к ней и снижаться до эшелона FL90 (2750 метров). В 23:56:44 экипаж перешёл на связь с диспетчером Мадрид-подход и получил от него разрешение снижаться к аэропорту, а также данные о погоде и давление аэродрома.
В 00:00:07 уже в воскресенье 27 ноября экипаж доложил о занятии высоты 2743 метра, на что получил разрешение продолжать снижение. В 00:03:29 диспетчер подхода сообщил, что посадка будет осуществляться на ВПП №33 и дал указание переходить на связь с башней. Находясь в 11 километрах от курсового радиомаяка, рейс 011 выполнил разворот и направился в сторону маркера EXTERIOR (MA). В 00:03:56 экипаж установил связь с башней аэропорта Барахас и получил разрешение на посадку на взлётную полосу №33; это было последнее радиосообщение с борта рейса AV011.
В 00:06:05 самолёт снижался по направлению на MA (курс 284°) в посадочном положении, когда в кабине экипажа сработал сигнал GPWS об опасном сближении с землёй, но второй пилот сообщил командиру об этом только в 00:06:18 и экипаж в итоге не успел ничего предпринять. В 00:06:19 (01:06:19 CET), то есть через секунду, снижавшийся с вертикальной скоростью 309 м/мин рейс AV011 на высоте 684 метра и на скорости 263 км/ч врезался двигателем №4 (правый крайний) и стойками основного шасси в холм; правая плоскость крыла при этом ударилась о дерево высотой 4—5 метров и её крайняя треть (плоскости крыла) оторвалась. Через 3 секунды, пролетев 240 метров, авиалайнер на скорости 250 км/ч ударился о второй холм. Пролетев затем за 6 секунд ещё 320 метров с примерной скоростью 233 км/ч, лайнер врезался обрубленной правой плоскостью крыла о третий холм и разрушился на пять частей, которые заскользили по склону, оставляя за собой значительное число обломков.
Катастрофа произошла в муниципалитете Мехорада-дель-Кампо и в 12 километрах юго-восточнее аэропорта Барахас в точке координат 40°24′12″ с. ш. 3°26′57″ з. д.. В катастрофе погиб 181 человек — все 19 членов экипажа (в том числе и 4, летевшие пассажирами) и 162 пассажира. Остальные 11 пассажиров выжили, 8 из них получили серьёзные ранения.
На 2024 год это крупнейшая катастрофа в истории гражданской авиации Колумбии. Также эта авиакатастрофа занимает первое место среди произошедших на континентальной части Испании и Южной Европы и второе место в истории Испании (после столкновения двух Boeing 747 на Тенерифе, Канарские острова).

## Расследование
Расследование причин катастрофы рейса AV011 проводила Комиссия по расследованию авиационных происшествий (CIAIAC).
Согласно окончательному отчёту расследования, катастрофа произошла вследствие того, что командир экипажа, не имея точных сведений о местонахождении самолёта относительно местности, попытался перехватить сигнал курсового радиомаяка с неверной траектории, нарушив манёвр захода на посадку по приборам и при этом опустившись ниже безопасной высоты, что привело к столкновению лайнера с холмами.
Сопутствующими факторами стали ошибки в навигации, вследствие чего пилоты неверно определили своё местонахождение; отсутствие действий на сигнал GPWS; плохая взаимосвязь между пилотами и неверная информация от диспетчера контроля о местонахождении самолёта и отсутствие радарного сопровождения рейса 011.

## Последствия катастрофы
Вопреки традиции отказываться после катастрофы от номера рейса в знак уважения к погибшим на нём, рейс AV011 в авиакомпании Avianca существует и поныне, но его маршрут сменился на Мадрид—Богота и по нему летает Boeing 787.